# 磐梯山

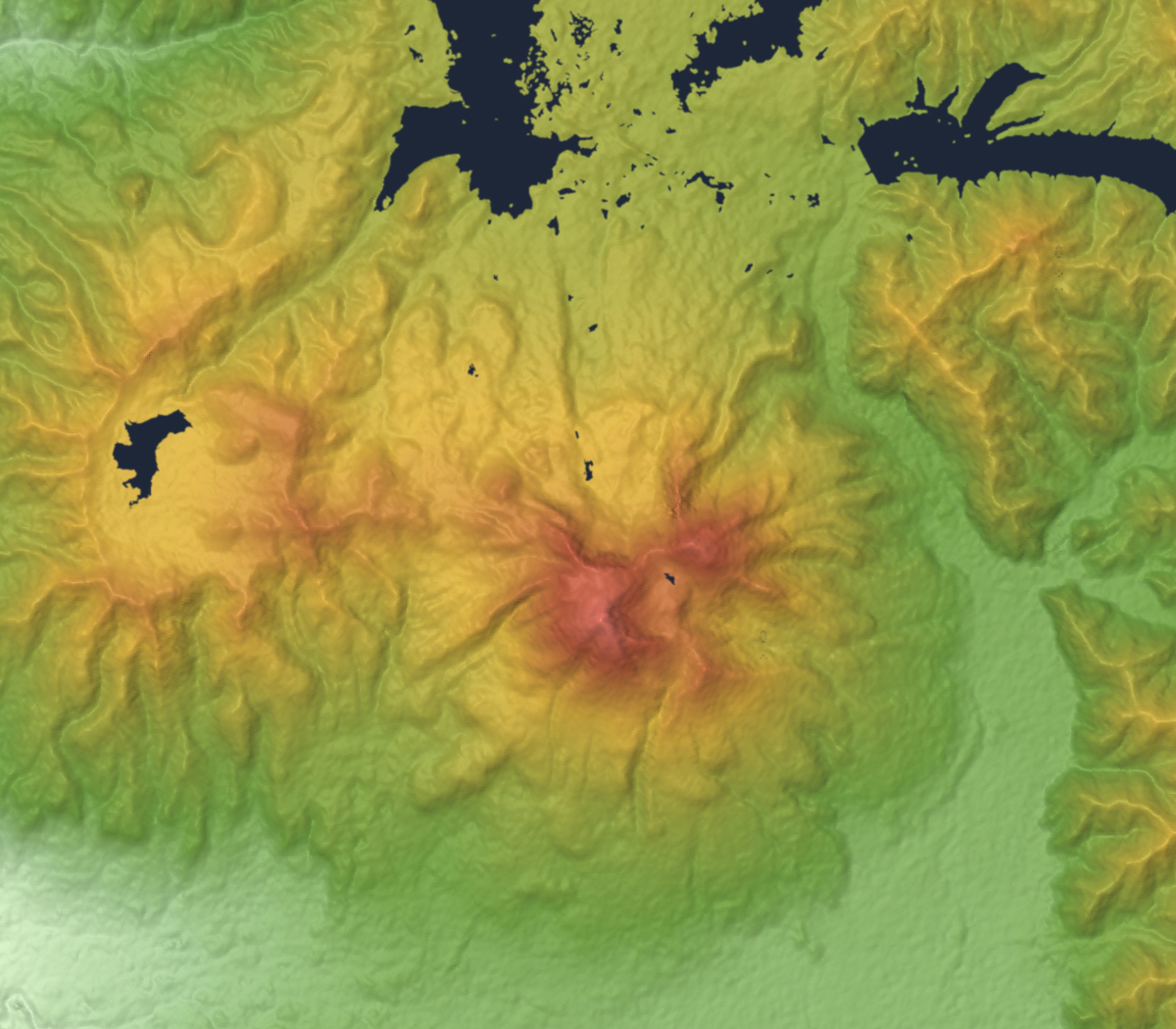
磐梯火山の地形図

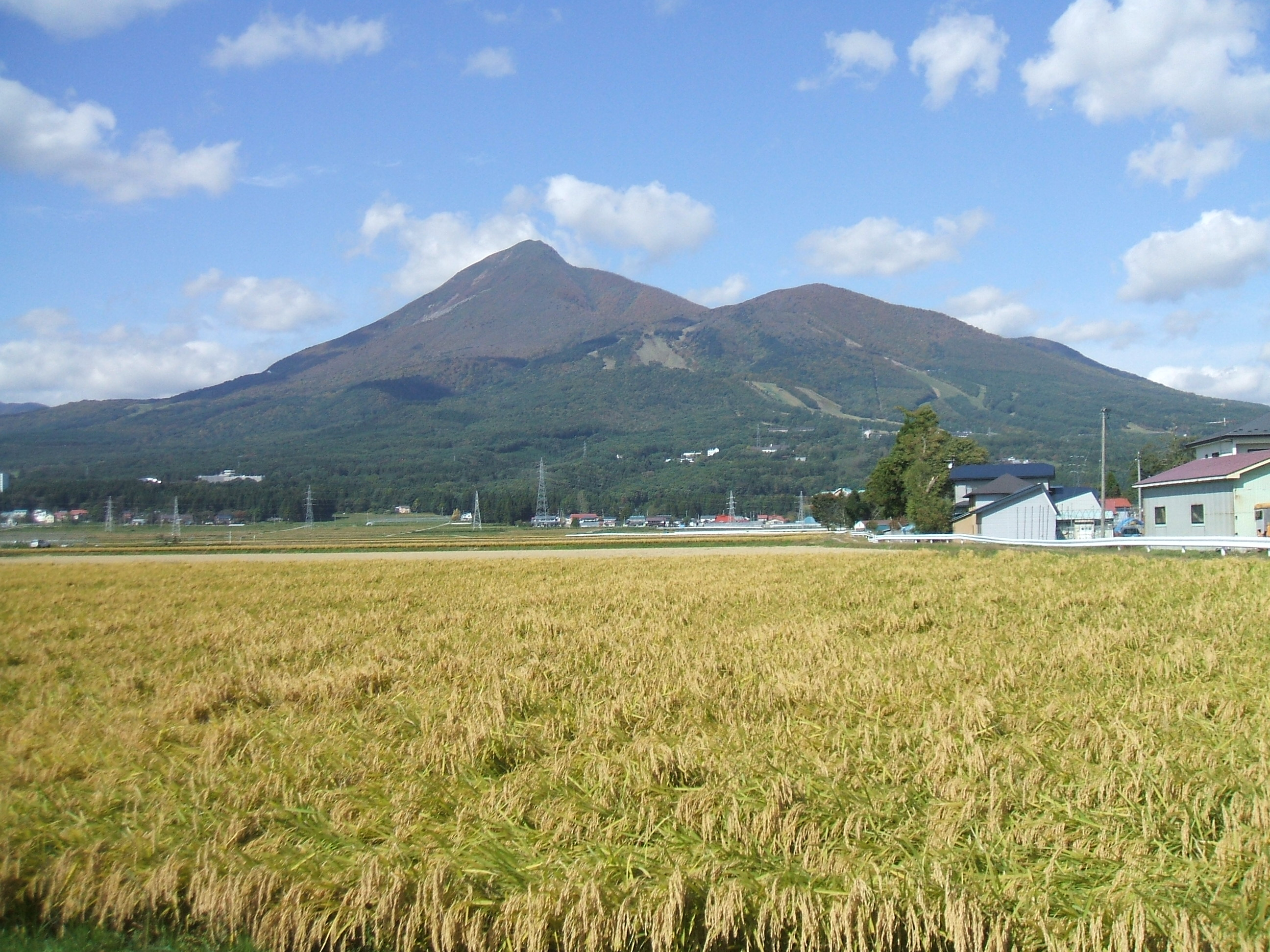
秋の磐梯山

磐梯山（ばんだいさん）は、福島県耶麻郡猪苗代町、磐梯町、北塩原村にまたがる1,816mの活火山である。会津盆地側からは、綺麗な三角の頂が見えることから会津富士（あいづふじ）、あるいは民謡にあるように会津磐梯山（あいづばんだいさん）とも呼ばれている。日本百名山に選定されており、福島県のシンボルの一つとされている。

## 概要
猪苗代湖の北にそびえる活火山（成層火山）で、標高は1904年に設置された三角点「磐梯」の1,818.61mを公式に用いていたが、同点が侵食されて消失したため2010年10月に同じ場所に新設して計測し直し、同年12月27日に1,816.29mに改められた。広義には、主峰の磐梯山のほかに赤埴山(1,430m)と櫛ヶ峰(1,636m)を含めて「磐梯山」ともする。磐梯高原を含めて磐梯朝日国立公園に属する。
元は「いわはしやま」と読み、「天に掛かる岩の梯子」を意味する。古くは病悩山（びょうのうざん、やもうさん、わずらわしやま）とも呼ばれた。磐梯山の麓は南が表磐梯、北が裏磐梯と呼ばれる。表磐梯から見る山体は整った形をしているように見えるが、裏磐梯から見ると、一変して山体崩壊の跡の荒々しい姿を見せる。2007年には日本の地質百選に選定された。また、2011年には日本ジオパークに認定された。

## 火山活動
現在も沼ノ平火口内と1888年の火口壁と数か所で小規模な噴気活動は継続している。1888年の噴火から100年を経た1988年には多面的に精力的な噴火像の調査が行われ、噴火直後の関谷清景らの報告資料には記載されていない事実も明らかとなった。
過去の火山活動の様子は地層中に多くの痕跡が残されマグマ噴火は数万年前に停止し、有史以降は水蒸気噴火活動が行われている。
守屋(1988)は、形成年代と構成物で4つに大別している。
- 主成層火山体の形成

主にブルカノ式噴火の安山岩質溶岩による活動で、単純な円錐火山ではなく、噴出物による山体形成と破壊の複雑な構造と発達史（形成史）を持つ山体で、赤埴山、櫛ヶ峰が名残。
- 主成層火山体の大崩壊

3万年から2万5000年前頃、主成層火山体が南西方向に大崩壊し、翁島岩屑流堆積面と南西開き馬蹄形カルデラ壁を形成。1888年の崩壊の2倍から3倍の規模で、1980年のセント・ヘレンズ山の崩壊と同等規模と推定。この活動で猪苗代湖が形成された可能性がある。
- 大磐梯火山体の形成

崩壊カルデラを埋める活動で、大磐梯火山体と小磐梯火山体が形成される。
- 小磐梯火山体の形成と崩壊

北開きの馬蹄形カルデラ。従来の定説である「大規模な水蒸気爆発による崩壊」ではなく、「小規模な水蒸気爆発を引金とする急峻不安定な成層火山体の大崩壊」としている。
一方、千葉（2001）ほかによれば、過去の活動は6期に分けられるとしている。
1. 活動開始は明確ではないが西側に隣接する猫魔火山（活動年代は約110万年前から35万年前）の活動停止後から約29万年前よりも前の時期と考えられている。
2. 約29万年前頃には、2回のスコリア噴火があった。
3. 約21万年前から20万年前には、スコリア噴火と軽石噴火があった。
4. 約16.5万年前から14.5万年前には、火山灰と軽石の噴火があった。
5. 約8万年前から6.5万年前には、サブプリニー式噴火とブルカノ式噴火で軽石噴火と山体崩壊があった。崩壊の推定規模 40 - 45*108m3[10]。
6. 約5万年前から4万年前には、軽石噴火と山体崩壊があり繰り返し活動をしていた。

9万年前頃の翁島火砕流堆積物と5万年前頃の頭無火砕流堆積物によって、それ以前の猪苗代盆地の河川がせき止められて水位が上がり古猪苗代湖が出現した。

### 有史以降
- 806年に噴火し、それまで2,000m以上あった富士山型の山から、1888年の噴火前の4峰（大磐梯、小磐梯、赤埴山、櫛ヶ峰）になったといわれているが、富士山型の山の崩壊については有史以前からの何度かの噴火によるものとの研究もある。崩壊の推定規模は 5×108立方メートル[10]。
- 1787年頃 水蒸気噴火?
- 1888年 7月15日 水蒸気噴火：岩屑なだれ、火砕流、降灰、死者 461、堰止めにより檜原湖・秋元湖などが生じる
- 1938年 5月9、15日 ラハール（火山泥流） 死者 2
- 1954年 4月3日 小規模岩屑なだれ
- 1965年 気象庁による観測開始
- 1988年 火山性地震多発

#### 1888年の噴火

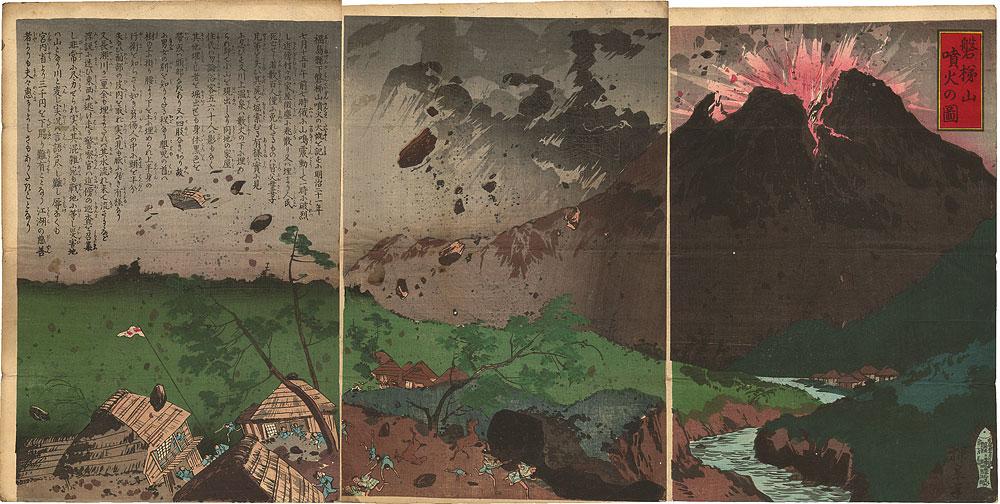
井上探景の錦絵「磐梯山噴火の図」

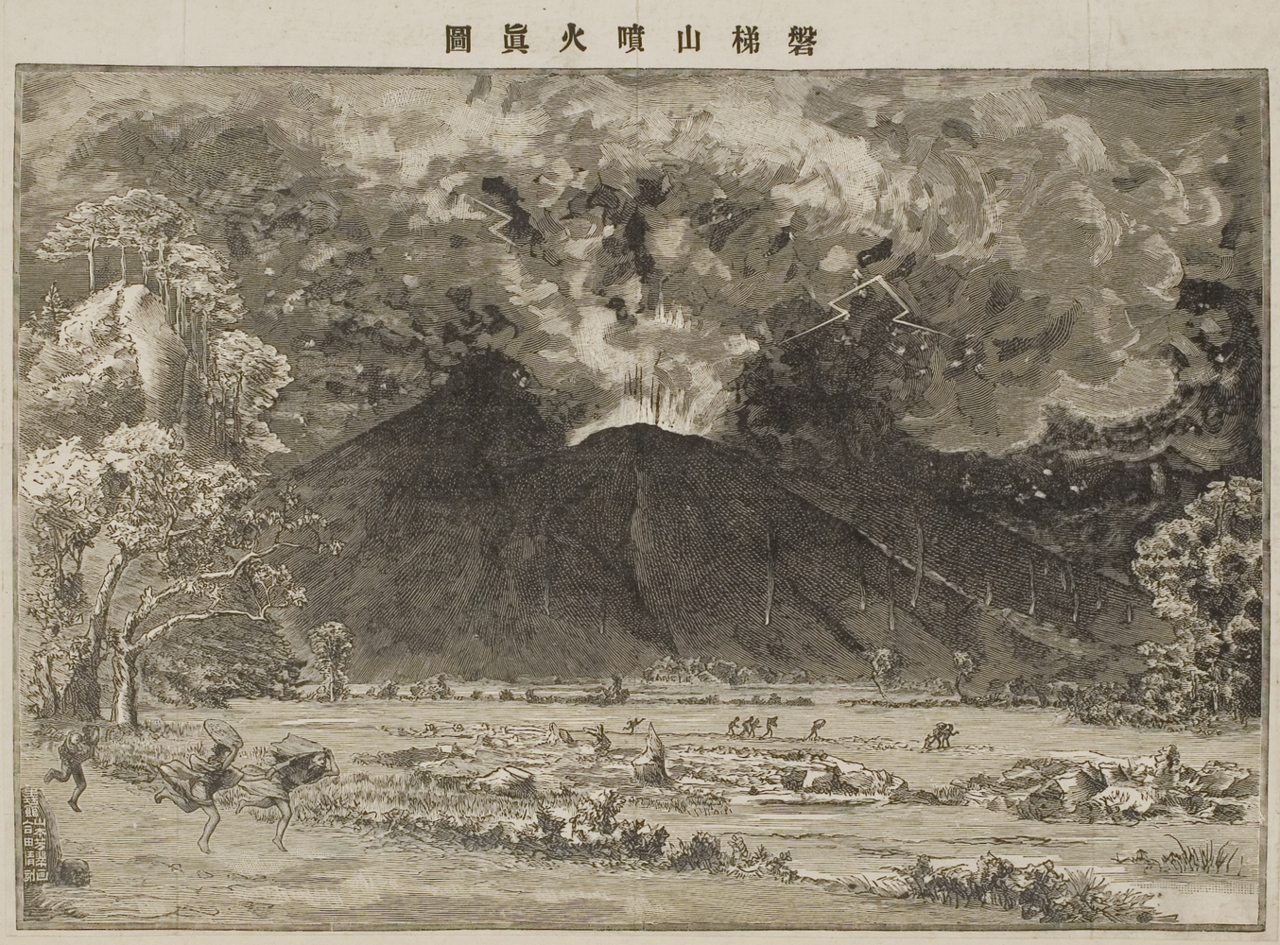
合田清による磐梯山噴火の木版画
噴火当時は、まだ現地で撮った写真をそのまま新聞紙面に印刷することが難しかったため、報道の手段として錦絵や版画が用いられていた。

1888年（明治21年）7月15日の水蒸気爆発により、小磐梯が山体崩壊を起こし、発生した爆風と岩屑なだれにより北麓の集落（5村11集落）が埋没する被害を出し477人の死者を出した。なお、マグマ由来物質は検出されていないためマグマ水蒸気噴火ではない。
この噴火は明治になってからの近代日本初の大災害であり、大日本帝国政府が国を挙げて調査、救済、復旧を実施した。調査は関谷清景や菊池安らにより行われた。学術的調査としては、当時としては珍しいアンケートの手法が採られており、かなり詳細な噴火の経過や被害状況、写真が収集され、論文としてまとめられている。
のちに磐梯式との噴火形式名称が残るほど、世界的に有名な噴火となった。復旧に当たっては義援金は3万8,000円（現在の貨幣価値で約15億円に相当）が集まり、復興を支えた。また、噴火前年の1887年に結成された日本赤十字社初の災害救護活動となり、かつそれまでは戦時救護のみの活動であった赤十字における世界初の平時救護とされる。
現在、五色沼近くに「平時災害救護発祥の地の記念碑」が建立されている。この山体崩壊で生じた土地の多くは、当時の官有地であったため、民間の資金と労力を利用した植林事業が行われ、泥流堆積地の7割を31年かけ緑化した。
- 崩壊の推定規模 12 - 15*108m3[10]。
- 噴煙の推定高度 800m[20]。

噴火の経過
- 噴火前の6月末頃から地鳴りなどの前兆現象があった[21]が、当時は噴火との関連性の認識がなく、対処も行われなかった。
- 噴火当日の午前7時頃地震が発生し、地震はその後も続いた。
- 7時45分頃 小規模な噴火が始まる。住民証言、スケッチ、写真から水蒸気爆発を生じた地点は、小磐梯山頂西麓と銅沼付近であった[20]。
- 最初の爆発から15から20回程度の爆発の後、小磐梯山北側の水平方向への爆発的噴火で大規模な山体崩壊が発生した。この山体崩壊により長瀬川とその支流がせき止められ、土石流や火山泥流が下流域に被害を与えている。このせき止めにより桧原湖、小野川湖、秋元湖、五色沼をはじめ、大小さまざまな湖沼が形成された。裏磐梯の景観は、この時に形成された。また、かつての会津藩の財政を支えていた檜原金銀山の史跡も湖底に没した[22]。
- 主な活動は、2 - 3時間で終了した。

噴火以前の山体
米地（1988）の調査以前は、噴火前の山体形状を記録した資料はほとんど存在せず、山頂部の等高線、絵画やスケッチが知られているだけであった。米地は、会津若松市の刊行した写真集から噴火以前の写真を見い出し、江戸時代後期の絵図と合わせて山体の復元を行い地形模型を作成した。また、小磐梯山の山頂付近は傾斜40度程度の急峻な斜面であることを示し標高を1,760mと推定した。
山体崩壊とラハール
1992年に東山麓のスキー場で行われた崩壊斜面のトレンチ調査によれば、ラハールの堆積物の下層に噴火初期に発生した火砕物重力流堆積物と泥質の降下火砕物重力流堆積物が層になっており、爆発により山体崩壊が生じた後に上昇していた噴煙柱から水分の多い火山灰が豪雨の様に降り注ぎ、ラハールが東山麓の琵琶沢沿いを約4km流下したと考えられている。

### 2000年以降
- 2000年[27]
  - 4月26日 山頂の西南西約5kmの猪苗代湖北西岸付近を震源とする M4.3の地震が発生し、この地震の以後磐梯山直下の火山性地震が増加。
  - 5月10日 1965年の観測開始以来初めての火山性微動を観測する。
  - 5月21日 山頂直下を震源とするM2.4の地震が発生し、猪苗代町で震度1を観測。
  - 5月30日 2時11分 M2.1、22時41分 M2.2の地震が発生、深部低周波地震の増加が目立つようになる。5月の1ヶ月間で174回の火山性地震を観測。
  - 6月1日 磐梯山で初めてとなる火山観測情報1号が発表される。
  - 6月 1ヶ月間で173回の火山性地震を観測。
  - 7月 1ヶ月間で381回の火山性地震を観測。火山性微動2回。
  - 8月15日 火山性地震は更に増加し、1日で403回を観測し、翌日、臨時火山情報1号が出される。
  - 8月17日には関係する町村（猪苗代町・北塩原村・磐梯町）の担当者が集まり、磐梯山の入山規制を決定。
  - 9月 1ヶ月間で127回の火山性地震を観測。火山性微動3回。
  - 10月 1ヶ月間で58回の火山性地震を観測。火山性微動3回。
  - 10月以降は徐々に火山性地震の回数は減少。
- 2009年5月 火山性地震を98回観測[28]
- 2014年8月 火山性地震を39回観測[29]
- 2022年12月 山頂の北西約2km地点を震源とする火山性地震が27日正午頃から増加し始める。翌28日17時までに観測史上最多となる601回の火山性地震を観測し、同日18時15分に仙台管区気象台から臨時火山情報が発表される[30][31]。その後、火山性地震の回数は29日を境に減少に転じ、2023年1月に入ると観測されなくなる。

## 山岳信仰
磐梯山の南西麓にあった慧日寺（現在の恵日寺）は北東に磐梯山、北に厩岳山、さらに磐梯山の北に吾妻山という山岳信仰の盛んな山を抱えており、その立地的な面から山岳信仰に大きな役割を果たしてきた。そもそも慧日寺の開基は806年に磐梯山が噴火した翌年のことであり、噴火と慧日寺開基との間に山岳信仰上の関連があるのではないかとする見方もある。吾妻山神社への参拝ルートは慧日寺門前町の本寺を始点としたいくつかのルートが開拓されている。

## 登山
磐梯山の登山コースは、下記の6つである。
八方台登山口
（猫魔八方台登山口→中ノ湯跡→お花畑展望台→弘法清水→山頂 所要2時間 距離3.5km 標高差620m）
2013年8月に「ブナアオシャチホコ」によるブナ葉食害発生。
猪苗代登山口
（猪苗代スキー場登山口→天の庭→赤埴山→沼ノ平→弘法清水→山頂 所要3時間30分 距離5.5km 標高差1,100m）
スキー場の登山道は「西ゲレンデ→葉山コース→林間コース」。
翁島登山口
（猪苗代リゾートスキー場→山頂 所要3時間 距離3km 標高差1,000m）
猪苗代リゾートスキー場のゴンドラ利用で1時間短縮可能。 運行事前確認必要。 コースに水場はない。
裏磐梯登山口A
（裏磐梯スキー場→銅沼→中ノ湯跡→弘法清水→山頂 所要3時間10分 距離6km 標高差900m）
山開きや梅雨期は銅沼付近の登山道が水溜りとなり、対策が必要。
裏磐梯登山口B
（裏磐梯スキー場→火口原→櫛ヶ峰鞍部→弘法清水→山頂 所要3時間20分 距離6km 標高差900m）
火口原は登山道不明瞭注意。 火口壁ルートは落石を「起さない・受けない」に注意。
川上登山口
（川上登山口→火口原→櫛ヶ峰鞍部→弘法清水→山頂 所要4時間 距離7km 標高差1,100m）
川上温泉側登山口は廃道となっている。 裏磐梯コースとの合流まで登山道不明瞭注意。
渋谷登山口
（バンダイx2スキー場登山口→琵琶沢沿ルート→沼ノ平→弘法清水→山頂 所要3時間40分 距離7km 標高差1,200m）
初秋の刈払い前となる夏場は登山道不明瞭注意。 利用者が少なく「動物の森」通過。
- 夏山登山者の8割以上が磐梯山有料道路（通称：磐梯山ゴールドライン、無料開放済み）途中の八方台登山口を利用している。
- 黄金清水（飲用可）は猪苗代・裏磐梯B・川上・渋谷コースで通過。1,500m山頂まで45分の位置。
- 弘法清水（飲用可）は翁島以外のコースで通過。1,630m山頂まで30分の位置。
- 弘法清水には2軒の売店小屋あり。5月頭〜11月上旬の営業。 飲物・軽食・記念品を販売。宿泊不可。携帯トイレ設置場所となり、利用は300円で小屋にて受付利用。ルート確認や休憩にも利用可能である。

## その他
- 新潟の民放テレビ4局（BSN、NST、TeNY、UX）と山形テレビ(YTS)がスピルオーバーにより山頂にてワンセグで直接受信可能である。
- 磐越西線沿いの翁島駅付近から広田駅付近までの緩斜面は翁島火砕流や頭無火砕流など数回の大規模な噴火で長期にわたって形成されたものである。1888年の噴火では主に裏磐梯方向におきたラハールが五色沼群を作り上げたもので、猪苗代町市街北部の見祢の大石（みねのおおいし）付近がこの泥流の最先端である。
- 2015年に大相撲・式秀部屋より、福島県河沼郡会津坂下町出身の上野優人が「磐梯山」の四股名で初土俵を踏んだ。2017年に引退し、最高位は東序二段49枚目[32][リンク切れ]。同町は磐梯山が臨める地域である。

## 関連画像

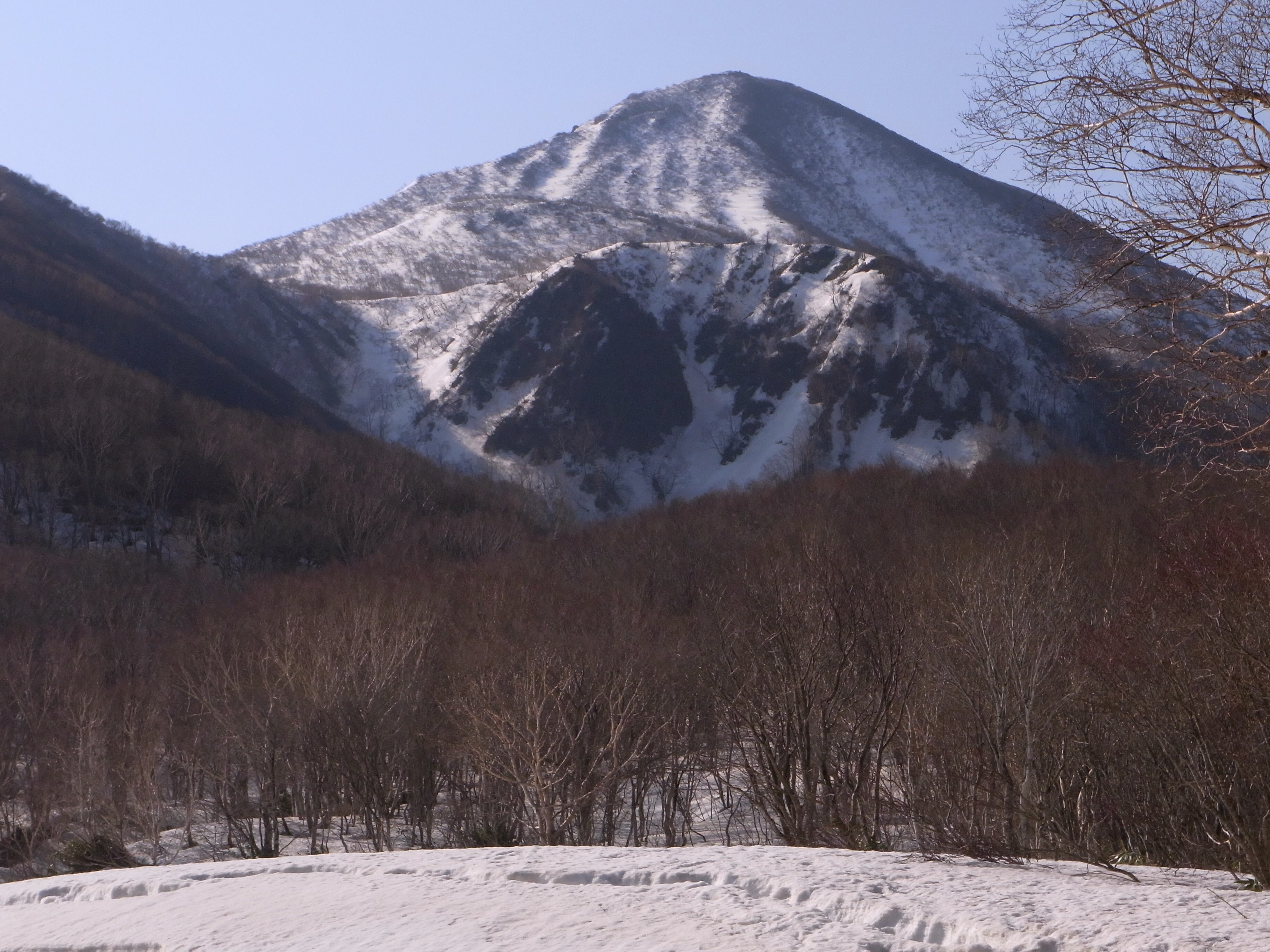
磐梯山
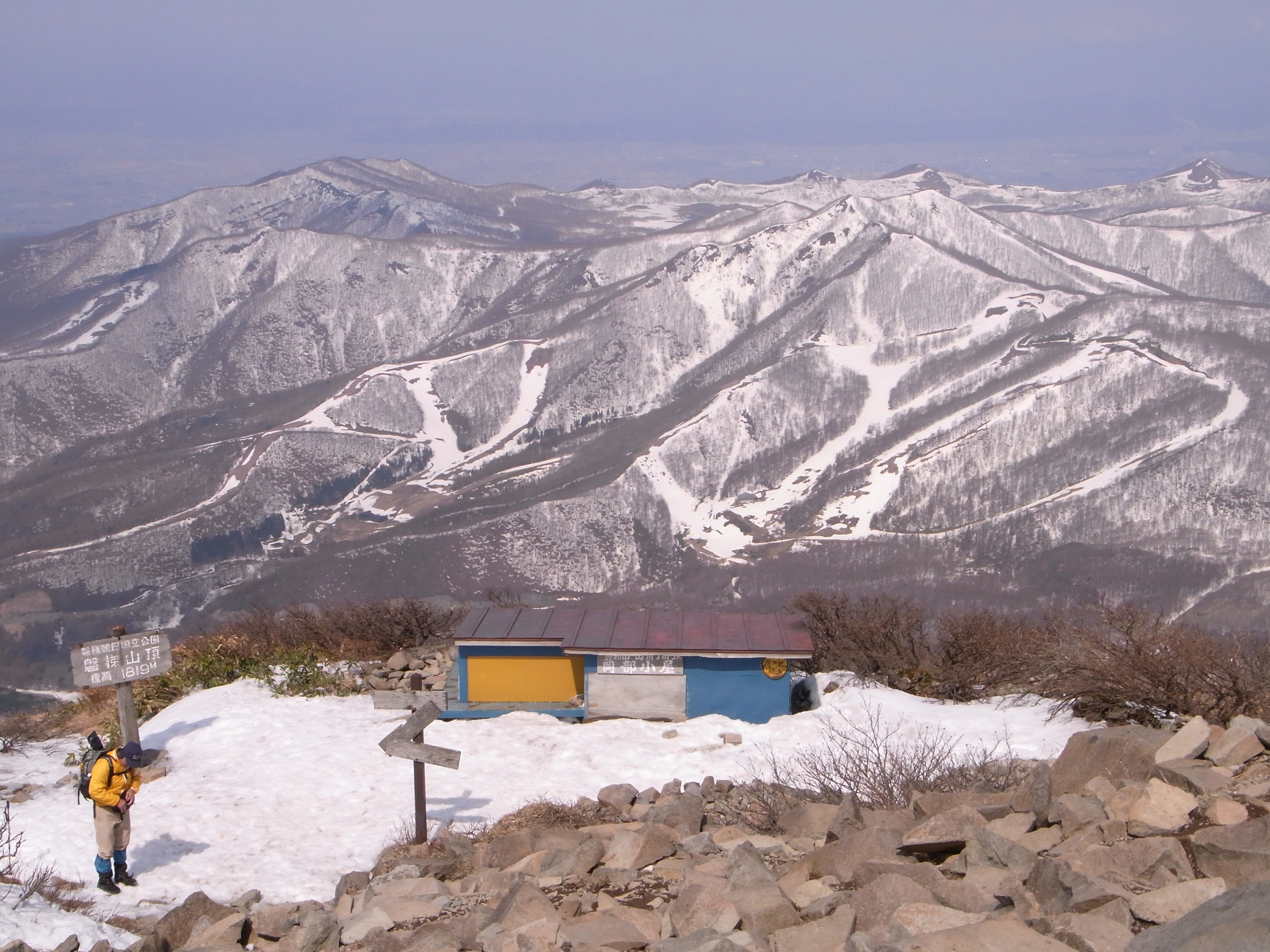
磐梯山の山頂
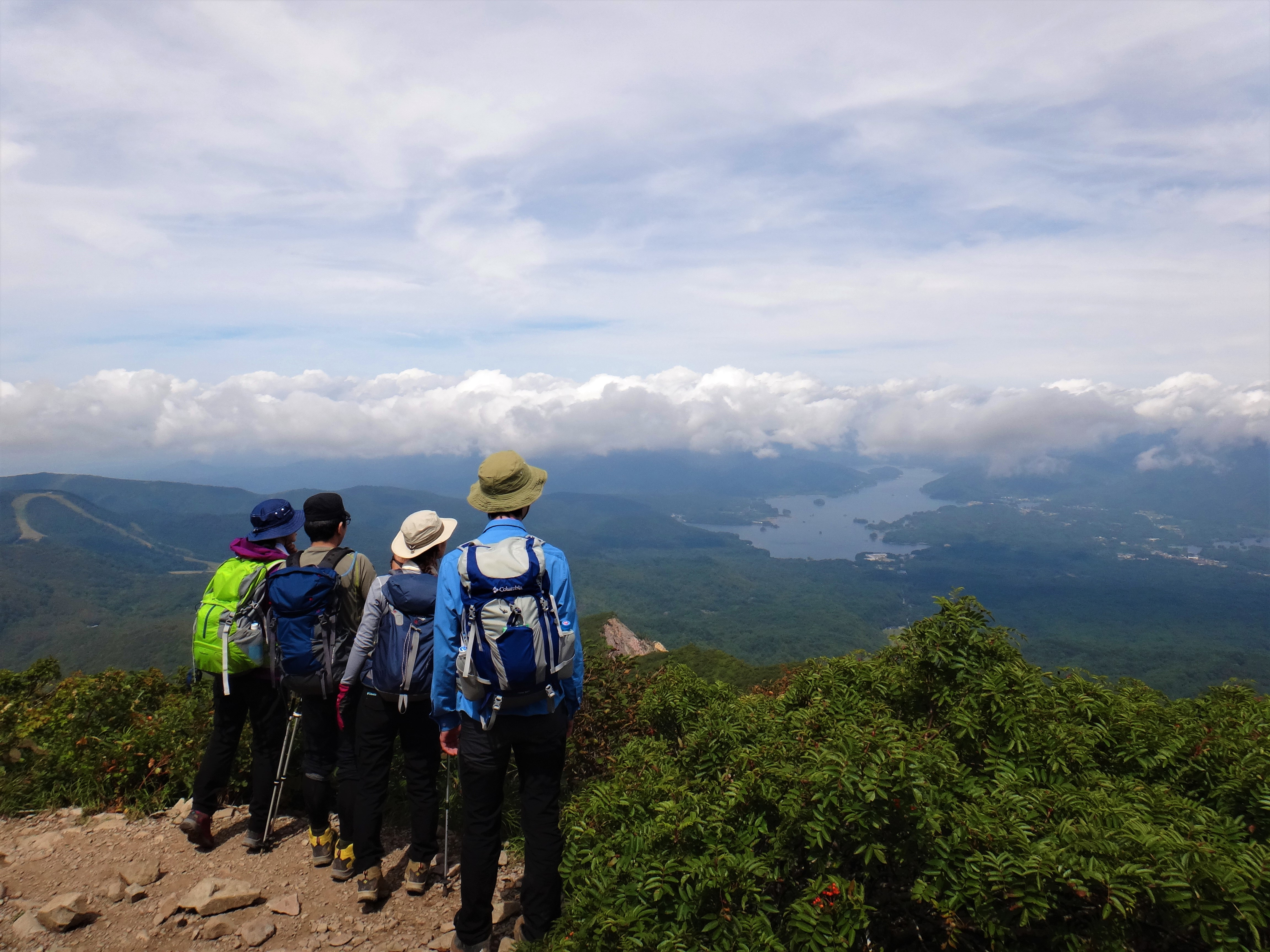
磐梯山から裏磐梯を望む
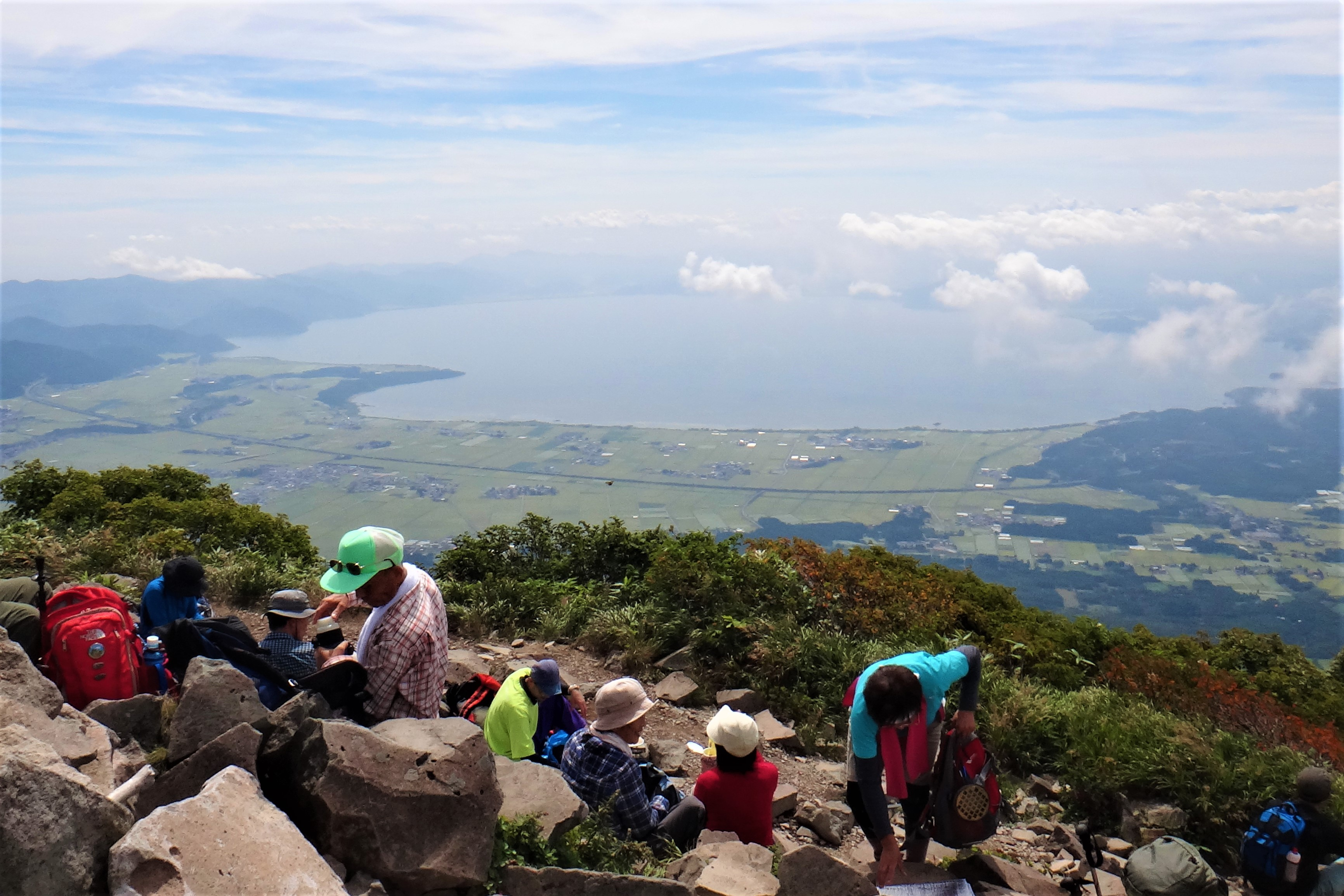
磐梯山から猪苗代湖を望む